# Gertrúd Stefanek
Gertrúd Stefanek (Ózd, 5 de julio de 1959) es una deportista húngara que compitió en esgrima, especialista en la modalidad de florete.
Participó en tres Juegos Olímpicos de Verano, obteniendo dos medallas, bronce en Moscú 1980 y bronce en Seúl 1988. Ganó seis medallas en el Campeonato Mundial de Esgrima entre los años 1979 y 1987, y dos medallas en el Campeonato Europeo de Esgrima en los años 1982 y 1991.

## Palmarés internacional
| Juegos Olímpicos   | Juegos Olímpicos           | Juegos Olímpicos  | Juegos Olímpicos    |
| Año                | Lugar                      | Medalla           | Prueba              |
| ------------------ | -------------------------- | ----------------- | ------------------- |
| 1980               | Moscú (URSS)               | Medalla de bronce | Florete por equipos |
| 1988               | Seúl (Corea del Sur)       | Medalla de bronce | Florete por equipos |
| Campeonato Mundial |                            |                   |                     |
| Año                | Lugar                      | Medalla           | Prueba              |
| 1979               | Melbourne (Australia)      | Medalla de plata  | Florete por equipos |
| 1981               | Clermont-Ferrand (Francia) | Medalla de bronce | Florete por equipos |
| 1982               | Roma (Italia)              | Medalla de plata  | Florete por equipos |
| 1983               | Viena (Austria)            | Medalla de bronce | Florete por equipos |
| 1985               | Barcelona (España)         | Medalla de plata  | Florete por equipos |
| 1987               | Lausana (Suiza)            | Medalla de oro    | Florete por equipos |
| Campeonato Europeo |                            |                   |                     |
| Año                | Lugar                      | Medalla           | Prueba              |
| 1982               | Mödling (Austria)          | Medalla de plata  | Florete individual  |
| 1991               | Viena (Austria)            | Medalla de oro    | Florete por equipos |